# Todirostre à front gris
Poecilotriccus fumifrons
Ne doit pas être confondu avec Todirostre à front roux.
Espèce
Synonymes
- Todirostrum fumifrons[1]

Statut de conservation UICN

 LC  : Préoccupation mineure
Le Todirostre à front gris (Poecilotriccus fumifrons) est une espèce de passereaux de la famille des Tyrannidae,.

## Systématique et distribution
Cet oiseau est représenté par deux sous-espèces selon la classification de référence du Congrès ornithologique international (version 9.1, 2019) :
- Poecilotriccus fumifrons fumifrons (Hartlaub, 1853) : côtes du nord-est du Brésil (de l'État de la Paraíba au nord-est de celui de Bahia) ;
- Poecilotriccus fumifrons penardi (Hellmayr, 1905) : dans une zone allant du Suriname à la Guyane et au sud de l'Amazonie brésilienne[2],[3],[5].